# Zenica
Zenica (v srbské cyrilici Зеница) je město v Bosně a Hercegovině, leží ve Federaci Bosny a Hercegoviny, v údolí řeky Bosny, v centrální části země. Dle informací ze sčítání lidu z roku 2013 v něm žije 73 751 obyvatel.
Město se nachází v Zenicko-dobojském kantonu, je i jeho správním centrem. Leží na řece Bosně, na jejím středním toku, 70 km severně od hlavního města Sarajeva. Právě díky údolí má město dobré spojení jak s hlavním městem tak i s nedalekým Dobojem – důležitou křižovatkou v železniční síti Bosny a Hercegoviny.

## Etymologie
Název města pochází nejspíše od bosenského slova pro zornici (Zjenica/Zenica).

## Historie

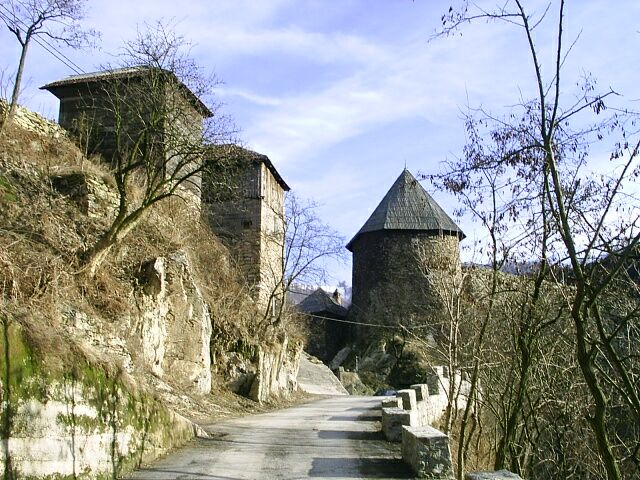
Hrad Vranduk

Na místě současného města existovalo lidské osídlení již v době kamenné, později se zde nacházelo sídlo ještě před příchodem Slovanů. Vlastní osadu a pevnost zde zbudovali Ilyrové a později se zde nacházelo římská osada Bistua Nuova. V rámci archeologických průzkumů byly odhaleny základy raně křesťanské baziliky.
Ze středověku existuje záznam o městě Zenica pouze z roku 1224, kdy je město zmíněno v dokumentu uherského krále Béla IV. Pod současným názvem bylo město poprvé zmiňováno v roce 1436. Některé další zdroje o existenci středověké Zenice jsou přítomné v materiálech, které se týkají Dubrovnické republiky.
Během nadvlády Osmanské říše, která zde začala v roce 1463, po expanzi Turků na Balkán, byla Zenice kasabou. Zbudováno zde bylo několik mešit, např. Sultan-ahmedova mešita, Osman-Čelebijina, Sejmenská a Jalijská, medresa (islámská škola, 1737), zájezdní hostince a vše, co bylo typické pro malé město tehdejšího evropského Turecka. Odhadováno bylo, že v té době (v polovině 18. století) měla Zenica okolo dvou tisíc obyvatel. Většina z nich byla islámského náboženství, žily zde i menší skupiny katolíků i pravoslavných. V 19. století se poprvé zmiňuje komunita zenických Židů.

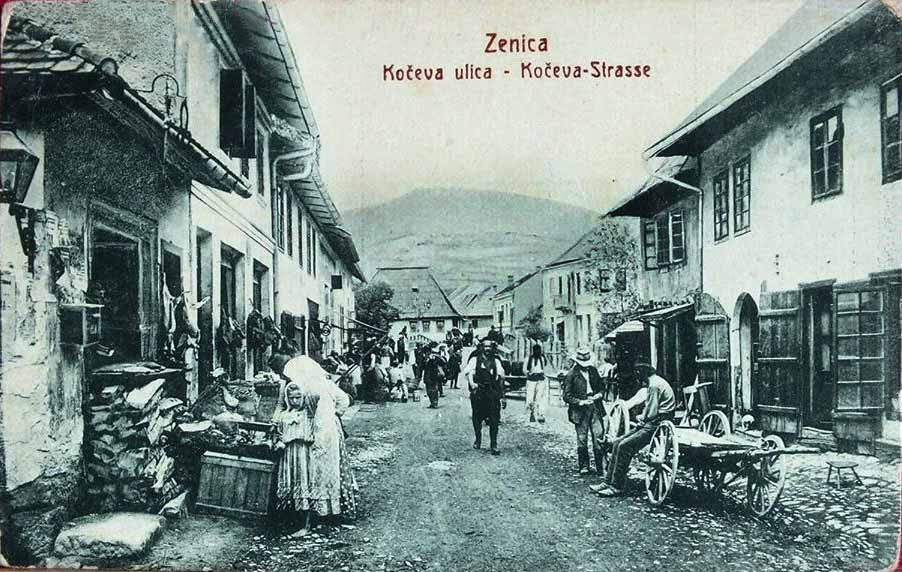
Střed města v roce 1909

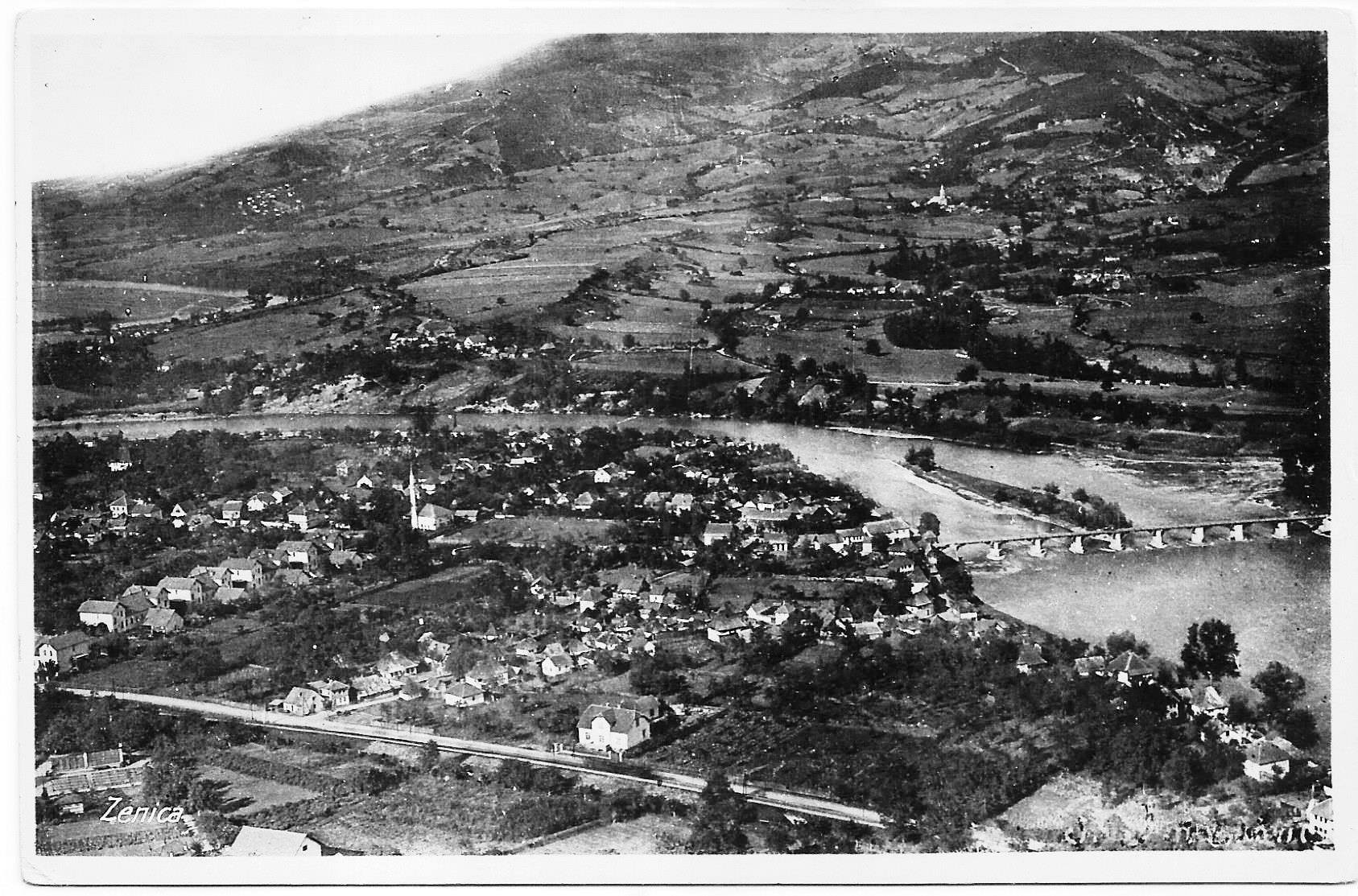
Pohled na město v roce 1935

V závěru Velké turecké války prošlo městem vojsko Evžena Savojského. Následně nastoupilo období stabilizace, dařilo se rozvoji obchodu i řemesel a rostl význam místního tržiště.
V roce 1878 se dostala Zenica spolu s Bosnou a Hercegovinou pod správu Rakousko-Uherska a město bylo modernizováno po evropském vzoru. Vznikla zde úzkorozchodná železniční trať (zprovozněna v roce 1879), uhelný důl, papírna (investice rakouského podnikatele Eduarda Musila realizovaná v r. 1885), železárna apod. Uhelný důl financovala vídeňská společnost Kohlenindustrie verein a otevřen byl roku 1880. V roce 1886 bylo otevřeno místní vězení, které bylo velmi dobře známé na území bývalé Jugoslávie. Rozvoj průmyslu byl možný díky zahraničnímu kapitálu, který byl v Bosně investován. Do období rakouské nadvlády vstoupila Zenica jako malé sídlo s pěti sty obyvateli, velmi rychle začal tento počet stoupat do jednotek tisíců.
Během 20. století se ještě více urychlil proces urbanizace, který znamenal stavební i populační boom města. V roce 1910 v Zenici žilo 7215 obyvatel. Vzhledem k liberalizaci církevních poměrů pro křesťany po příchodu rakouské nadvlády byla v této době také vybudována řada kostelů, např. pravoslavný kostel Narození svaté Bohorodice (1885), dva katolické kostely byly dokončeny roku 1910 a místní synagoga v roce 1903. Postaven byl první hotel, otevřena škola, vodovod, atd. Výroba oceli byla zahájena v roce 1892. V roce 1888 bylo v Zenici jako v prvním městě na území Bosny zavedeno veřejné osvětlení. Příliv obyvatelstva do města z venkova znamenal podstatný nárůst počtu obyvatel, způsobil ale také nedostatek z hlediska možností bydlení. V Zenici proto začaly vznikat různé dělnické kolonie.
V meziválečném období postihla město, stejně jako většinu území dnešní Bosny a Hercegoviny, stagnace, způsobená změnou ekonomických vztahů v regionu. V roce 1936 byly některé místní továrny, které patřily Kruppovým závodům, modernizovány. O rok později byla také dána do provozu po několika letech výstavby tepelná elektrárna. Její výstavba probíhala po částech a zcela byla dokončena v roce 1941, těsně před vypuknutím druhé světové války.
Po druhé světové válce byla v rámci první pětiletky Zenica ještě podstatněji industrializována. Zapojeny byly mládežnické brigády v rámci pracovních akcí. Budovány zde byly závody různých průmyslových odvětví, převážně však těžkého průmyslu. Postavena byla nová ocelárna a železárna. Rozvoj těchto podniků v moderní době navázal již na tradici, která byla zahájena v dobách existence Rakousko-Uherska. Jugoslávský stát v souvislosti s procesem industrializace prosazoval vznik rozsáhlého řetězce průmyslu v údolí řeky Bosny, mělo být uskutečněno ve městech Zenica a Doboj. Vzhledem k politickým změnám, ke kterým došlo v roce 1948, se však nakonec vláda rozhodla soustředit průmyslovou výrobu pouze do města Zenica. Veškeré prostředky, i mládežnické brigády, byly určeny pro rozvoj průmyslu a dopravní infrastruktury. Zenica se stala 4. městem na území tehdejší Jugoslávie, které zavedlo ústřední vytápění bytů. Samotné město se nicméně odpovídajícím způsobem nemodernizovalo. Příchod dělníků si, stejně jako na přelomu 19. a 20. století, vynutil vznik nuzných kolonií v bezprostřední blízkosti podniků, bez jakéhokoliv plánování a systematizovaného rozvoje. První moderní územní plán, který počítal s rychlým rozvojem Zenici, byl přijat v roce 1955. V roce 1959 přijala skupština Jugoslávie zákon, který nařizoval jednotlivým městům vytvářet obdobné plány.

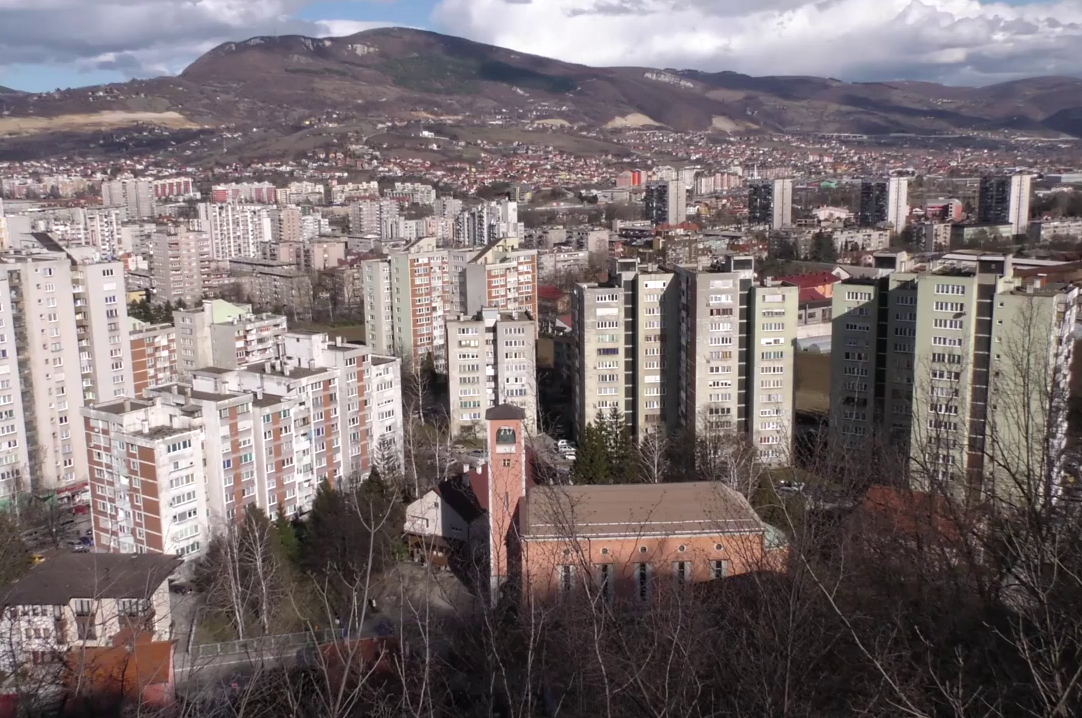
Panelové domy v Zenici

Na základě tohoto plánu rozvoje vznikly bytové bloky, kam se nastěhovali jednotliví dělníci. V letech 1966 a 1983 byly přijaty další, mnohem podrobnější a důkladněji vypracované projekty pro rozvoj města. V rámci nich byla postavena byla četná panelová sídliště v okolí středu města, ale i na severním a jižním okraji. Zatímco v roce 1948 žilo v Zenici 15,5 tisíce obyvatel; roku 1981 to bylo již 63,5 tisíce lidí. Severně od středu města bylo postaveno sídliště Nova Zenica a na jih od města čtvrti Londža a Jalija. Na konci 60. let bylo rozhodnuto o výstavbě výškových bloků, které měly rozrůznit jednolitou a monotónní zástavbu. Vznikla tak i nejvyšší obytná budova ve městě, Lamela. Pro potřeby nových obchodních a společenských budov byly v samotném jádru města bourány staré domy z dob existence Osmanské říše. Vzniklo tak např. obchodní centrum Zeničanka a severně od středu města, kterou tvoří ulice Maršala Tita, bylo realizováno i nové divadlo. Od roku 1989 stojí v centru města i mrakodrap Budova RMK-Promet, reprezentativní palác původně patřící jedné z velkých místních firem.
Do roku 1990 bylo v Zenici vyrobeno 1,4 milionu tun oceli a vytěženo 924 000 tun uhlí, vyrobeno přes milion m2 tkaniny nebo vyprodukováno 158 000 hektolitrů mléka. Zaměstnáno zde bylo přes padesát tisíc lidí v různých průmyslových podnicích. Na přelomu let 1989 a 1990 se v Zenici řešila obnova necitelně přestavovaného středu města. Bylo rozhodnuto o obnově starého města a tržiště (čaršija). V téže době zasáhly místní průmyslové podniky stávky, které propukly v celé tehdejší Jugoslávii. Zenica, která představovala centrum výroby oceli v republice, přitáhla pozornost celé Jugoslávie se stávkujícími dělníky a zavřenými továrnami. Kromě dělníků demonstrovali v této době i místní obyvatelé, kteří si stěžovali na znečištěné životní prostředí a špatné ovzduší.

### Válka v Bosně a Hercegovině

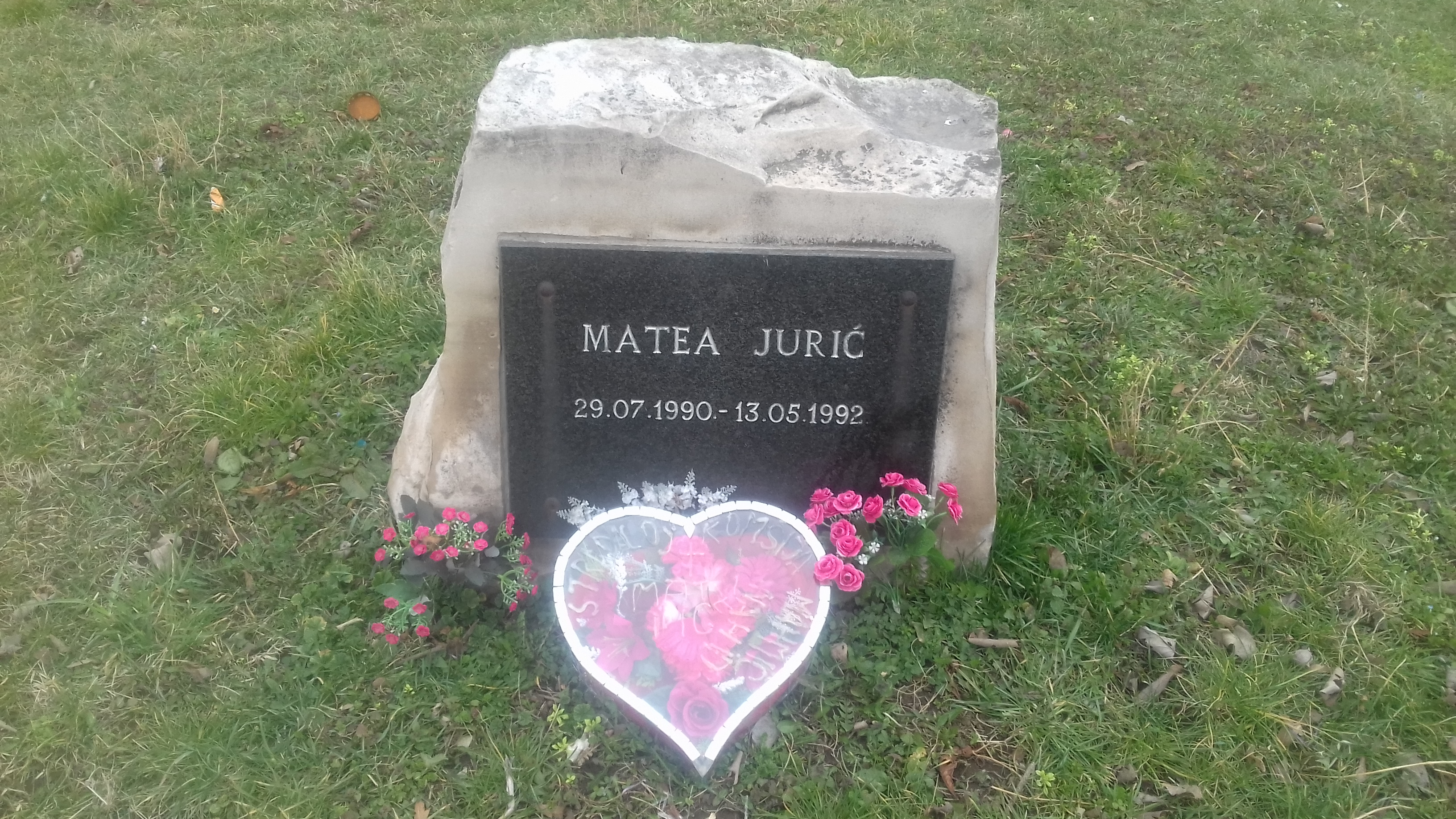
Pamětní deska Matey Jurićové s květinami (2020)

Rok před vypuknutím bosenské války, v roce 1991, se Zenica stala sídlem jedné z prvních soukromých a nezávislých rozhlasových stanic ve východní Evropě – Rádia CD-CEMP. Na jaře 1993 získal majitel stanice, novinář, belgické vyznamenání za nezávislou žurnalistiku, „Pero míru“.
Zenica byla víceméně stranou frontové linie během války v Bosně a Hercegovině. První oficiální civilní obětí bosenské války v Zenici byla dvouletá chorvatská dívka Matea Jurić (29. července 1990 – 13. května 1992), která byla zabita výstřelem při blokádě vojenských kasáren JNA u vesnice Bilimišće. Na její památku byla v místě bojů umístěna pamětní deska. V počátečních fázích války k bojím ve městě nebo jeho blízkosti příliš často nedocházelo, až v roce 1993 došlo ke změně v souvislosti s vypuknutím konfliktu mezi Armádou Bosny a Hercegoviny a chorvatskou radou obrany. 19. dubna 1993 bylo šestnáct civilistů zabito a padesát zraněno, když granát z houfnice chorvatské rady obrany zasáhl centrální bazar v Zenici. Granát byl vypálen z vesnice Putićevo [15 km (9,3 mil)]. Během tohoto období byla Zenica na rok a půl izolována od zbytku světa. Město utrpělo značné ztráty odstřelovací palbou, žhářstvím a nedostatkem elektřiny; častý byl i hlad.
Obyvatelstvo Zenice se během války hodně změnilo s příchodem muslimů (dnešních Bosňáků) z jiných částí Bosny a Hercegoviny a odchodem Srbů do oblastí pod srbskou kontrolou.

### 21. století
Těžký průmysl zažil značný pád po roce 1995, kdy válka skončila. Město sice nebylo poničeno do té míry, jako tomu bylo v případě jiných částí země, nicméně nové podmínky neumožnily další rozvoj těžkého průmyslu. Došlo tak k rozrůznění výrobní základny a v Zenici jsou dnes významní i jiní zaměstnavatelé, než je průmysl. Místní železárna byla privatizována a jejím vlastníkem se stala společnost Arcelor Mittal. Dalšími většími zaměstnavateli v Zenici jsou společnosti Almi gradnja, ITC, Arkon, Arel, Uniprojekt komerc — inžinjering, Komgrad — Ze, Almi-transport, Geosonda, Engra, ŽGP — Zenica.
Dlouhodobým problémem města Zenica je znečištění životního prostředí a ovzduší, především kvůli průmyslové výrobě. Toto se řešilo i po skončení války. Nízká životní úroveň a vysoká nezaměstnanost vedly k značnému pádu obyvatelstva. Mezi lety 1991 až 2013 se snížil o 26 %, značný podíl na tom ale měla také válka.
V roce 2014 byla Zenica jedním z ohnisek sociálních nepokojů. Poničena budova místního magistrátu, řada lidí byla při útocích zraněna a několik místních politiků v souvislosti s nepokoji rezignovalo. V roce 2016 v místních volbách poprvé vyhrál nezávislý politik, který ukončil více než dvacetileté období dominance Strany demokratické akce v místní samosprávě a zastupitelstvu.

## Administrativní dělení a samospráva

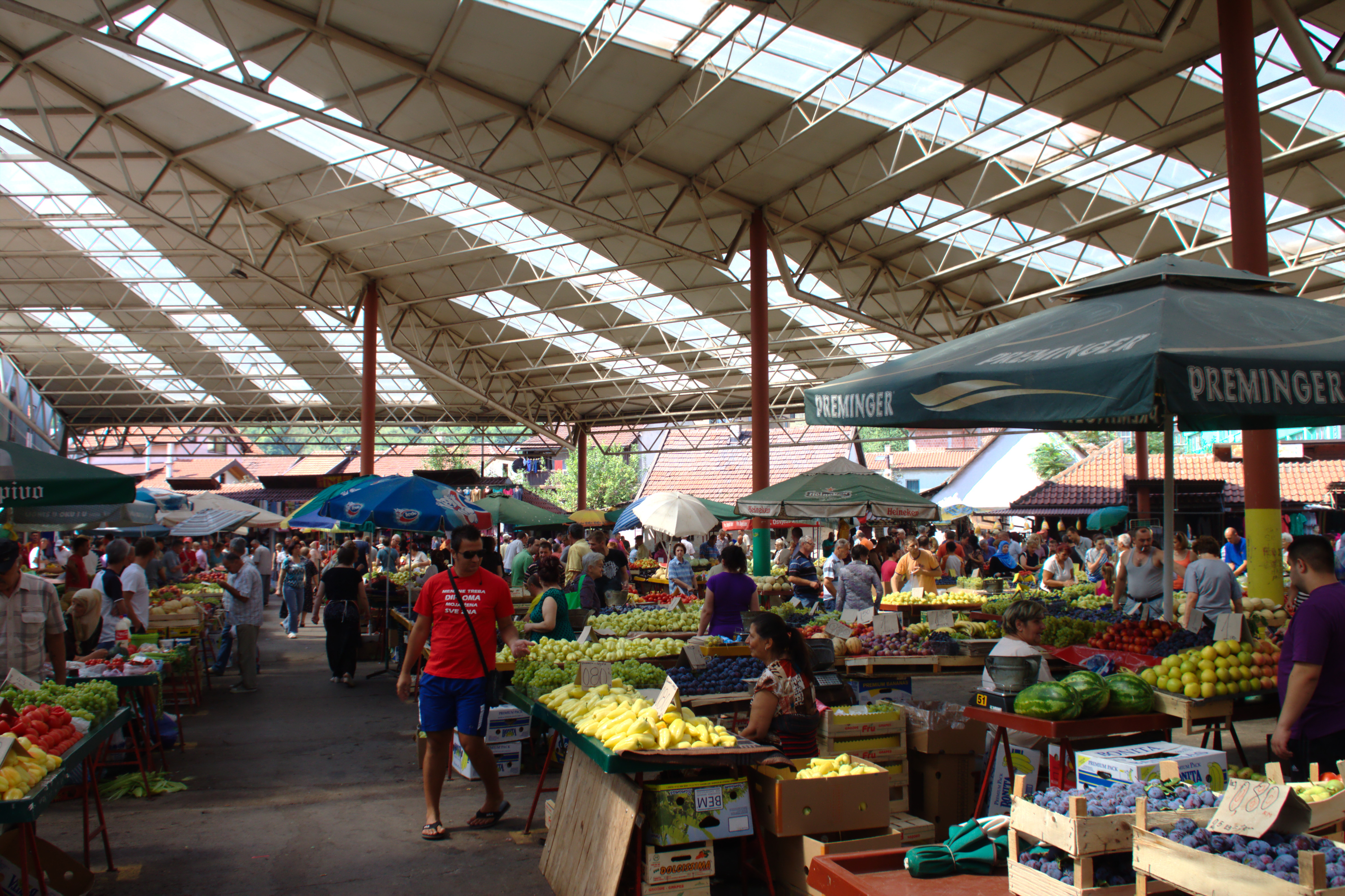
Tržiště v Zenici

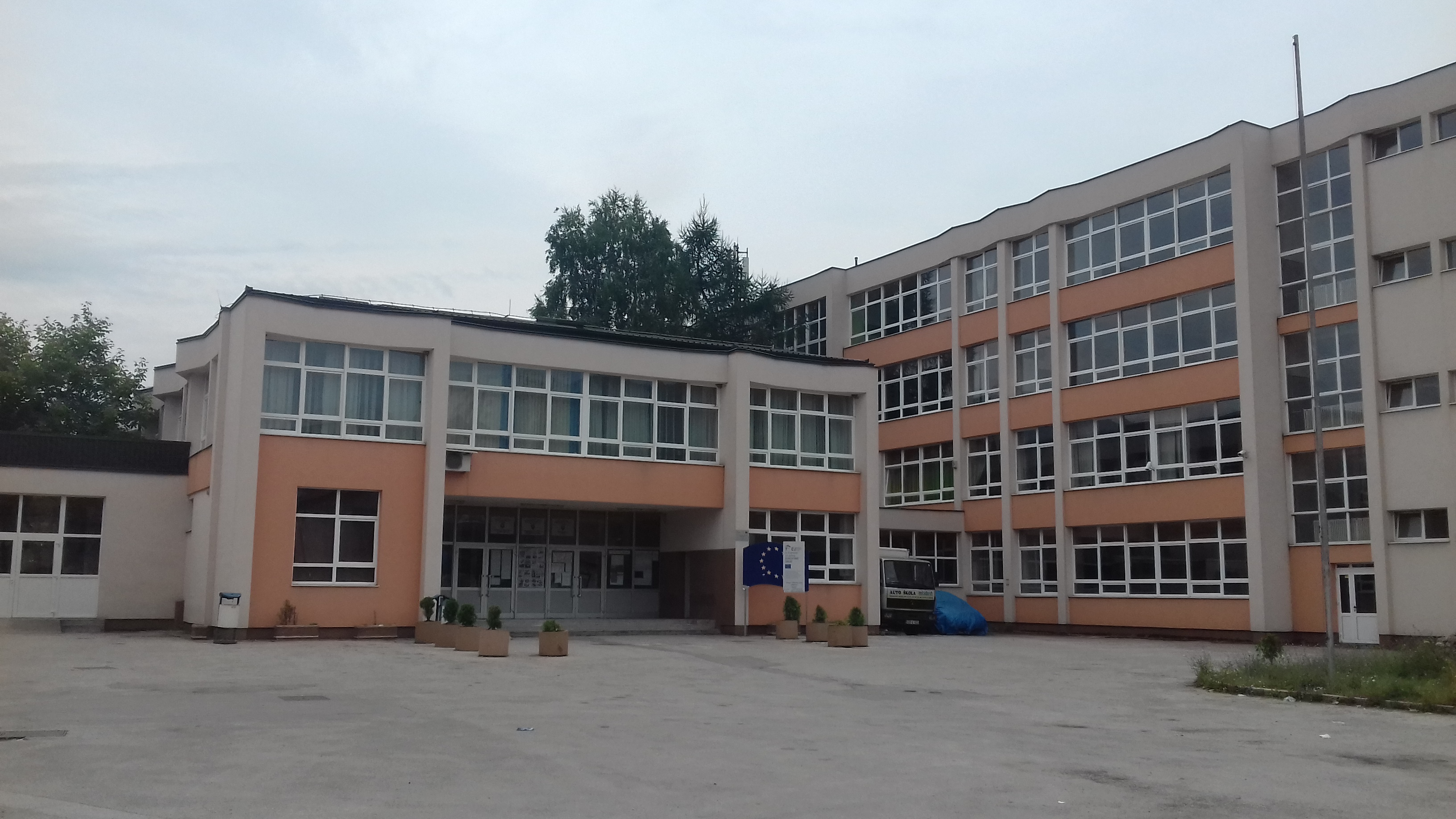
Střední škola v Zenici

Oficiální název správní jednotky zní Město Zenica (bosensky Grad Zenica). Jeho rozloha činí 558.5 km2 a zahrnuje kromě samotného města ještě 13 okolních vesnic, které k Zenici spadají.
Město má vlastní vlajku a znak. Od roku 2016 je primátorem města Fuad Kasimović. Zastupitelstvo města Zenici má 31 zastupitelů, kteří jsou voleni na 4 roky. Poslední zastupitelstvo má volební období 2020 až 2024.

## Ekonomika
Pro město Zenica měl ve 20. století dominantní význam průmysl, především výroba oceli. Ocelárna v Zenici byla spjata ekonomicky s doly na uhlí v údolí řeky Bosny a rudnými doly v severozápadní části země. Výroba oceli v Zenici představuje 25 % výroby Bosny a Hercegoviny a 33 % jejího vývozu do zahraničí.
V současné době kromě ocelárny patří mezi hlavní zaměstnavatele podniky zpracovatelského průmyslu, společnosti, které se zabývají obchodem, nebo služby (terciární sektor). Ve službách pracuje 11 tisíc lidí. Řada lidí je zaměstnána také ve stavebnictví.

## Doprava

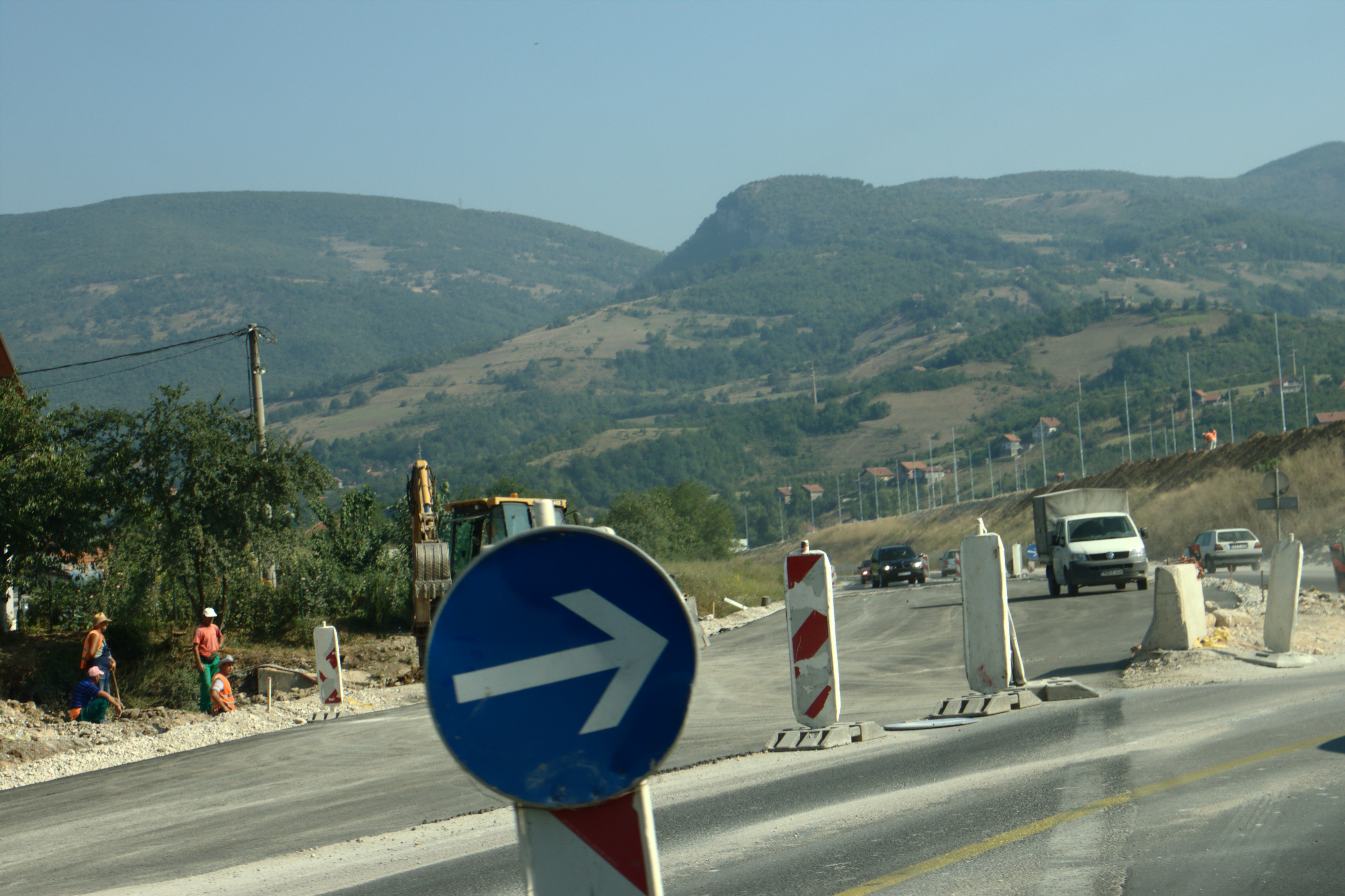
Staveniště dálnice A1

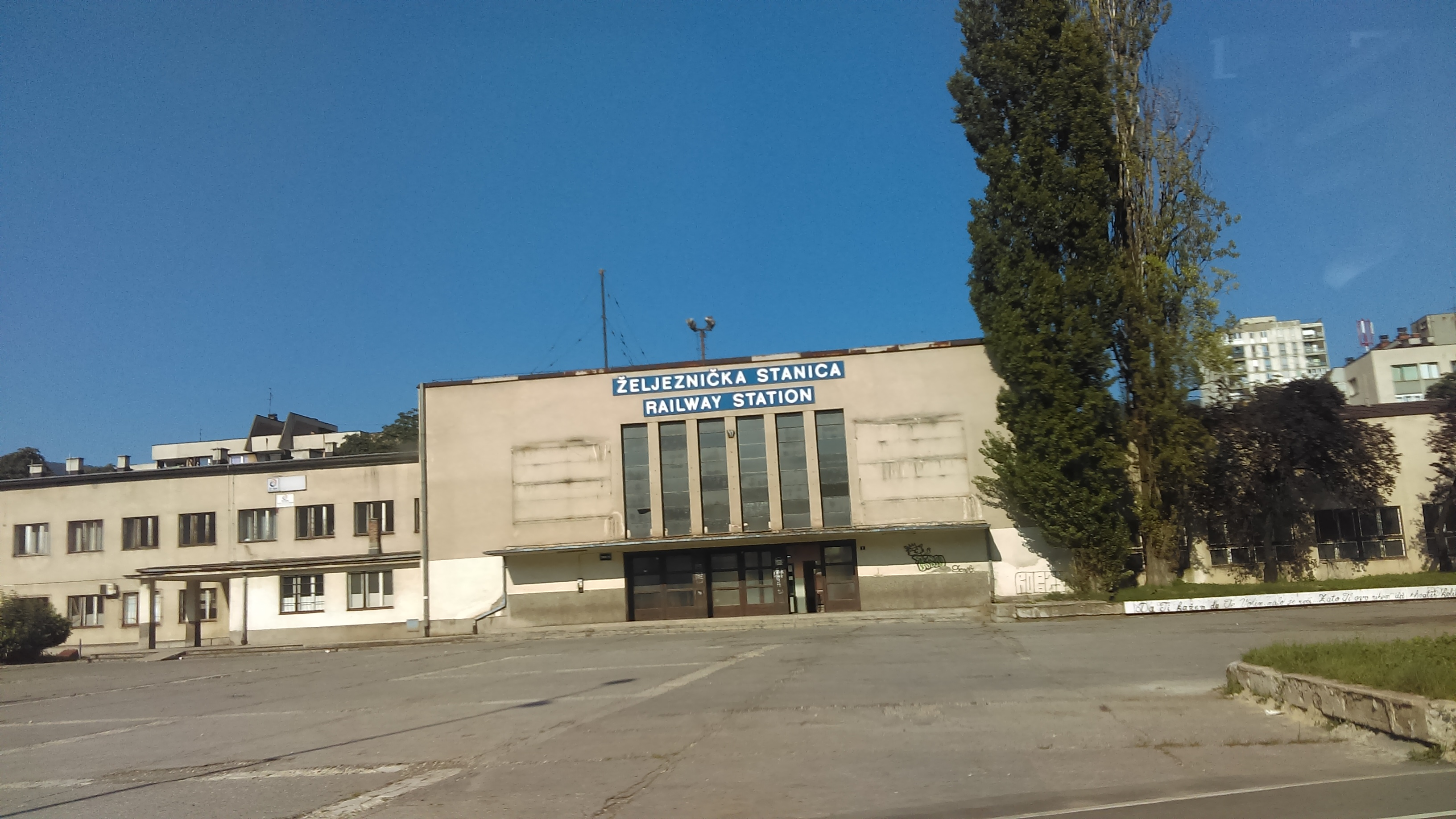
Hlavní nádraží

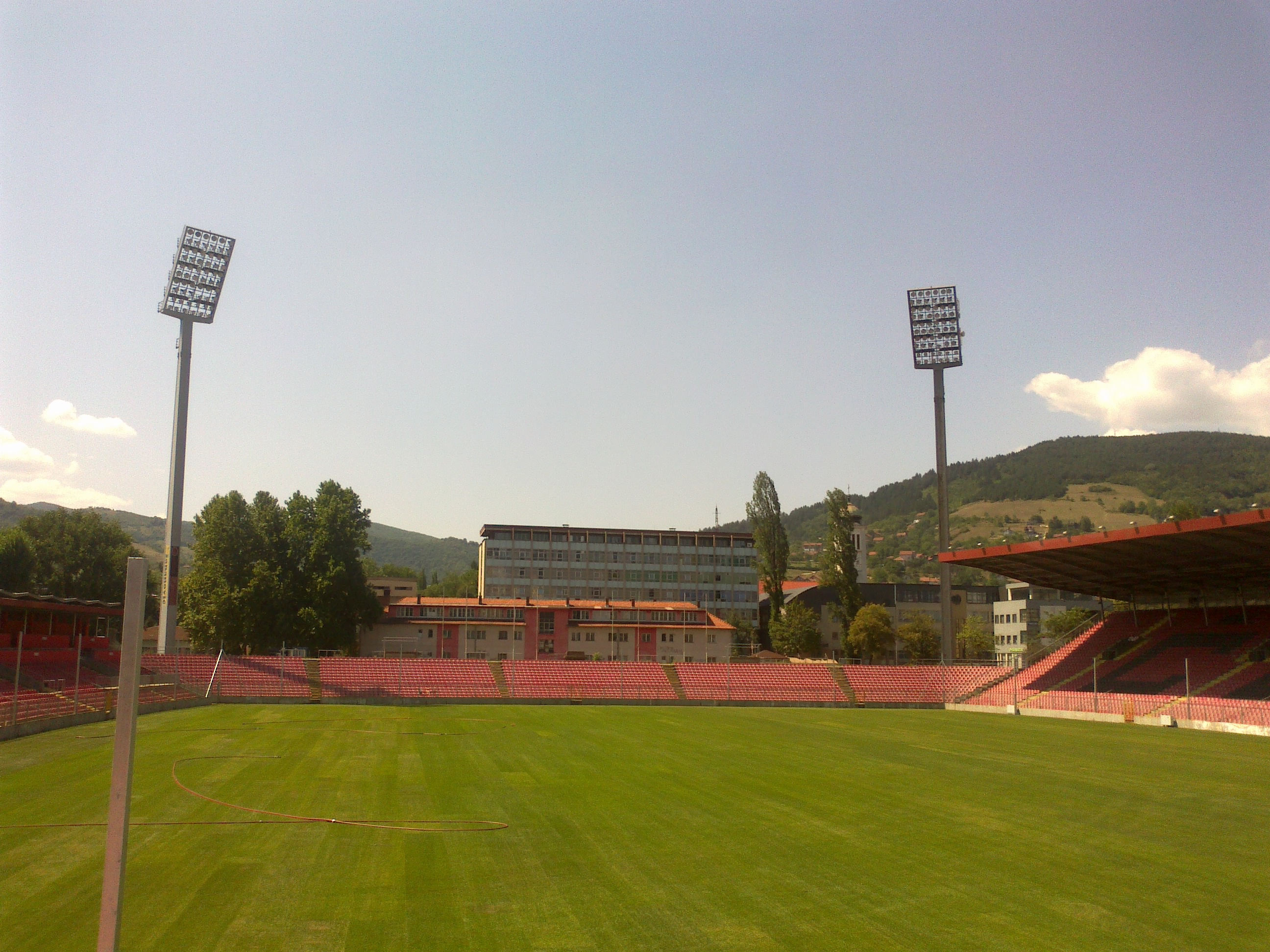
Stadion Bilino polje

Díky svojí pozici v úzkém dopravním koridoru řeky Bosny má město napojení na železniční síť (prostřednictvím tratě Šamac–Sarajevo) a od začátku 21. století. Do modernizace města v 50. letech 20. století vedla železnice středem města, poté byla přeložena na druhou stranu řeky Bosny. Původní stanici úzkorozchodné dráhy nahradilo nové monumentální nádraží.
Město má rovněž i dobré napojení na dálnici A1, která směřuje na jih, do Sarajeva a na sever výhledově povede do města Doboj. Zprovoznění dálničního obchvatu okolo města v letech 2020/2021 provázely komplikace; ač byla stavba dokončena, nebyla řadu měsíců uvedena do provozu. Hlavní silniční tah, který prochází městem ve směru tahu dálničního, nese označení M17. Regionální silnice směřují do měst Vitez a Travnik.
Zenica nemá vlastní letiště, nejbližší se nachází v Sarajevu.
Městem prochází v dobách socialismu vybudovaná Hlavní městská magistrála (bosensky Glavna gradska magistrala), která je vedena v blízkosti železniční trati[zdroj?] a odvádí tranzitní dopravu z města.

## Školství
Ve městě se nachází celkem 19 základních a 12 středních škol. Působí zde základní hudební škola, základní zvláštní škola, katolické školní centrum, v rámci něhož bylo zřízeno jak gymnázium, tak i základní škola. Místní univerzita má celkem 8 fakult, např. strojní fakultu, metalurgickou, filozofickou, právnickou, ekonomickou, lékařskou, islámskou pedagogickou a polytechnickou.

## Obyvatelstvo
V roce 1991 žilo v Zenici dle sčítání lidu celkem 96 027 obyvatel. Općina Zenica evidovala dle stejného sčítání lidu 145 517 lidí, kteří žili celkem v 81 sídlech. V roce 2013 byl tento počet pro samotné město Zenica nižší, dosahoval 70 553 osob. Celá Općina, resp. nyní Město Zenica evidovalo 110 663 osob.
V roce 2013 se celkem 55.239 (78,3 % obyvatel města) přihlásilo k bosňácké národnosti, 6 746 (9,6 %) k národnosti chorvatské, 2 296 (3,3 %) k národnosti srbské. Podíl Srbů na celkovém počtu obyvatel se po skončení války v Bosně a Hercegovině snížil, vzhledem k politickým změnám v zemi.
| Etnické složení |        |        |         |        |          |        |            |        |         |       |         |  |  |
| Rok             | Srbové | %      | Bosňáci | %      | Chorvati | %      | Jugoslávci | %      | Ostatní | %     | Celkem  |  |  |
| 1961            | 20 369 | 24,15% | 31 177  | 36,97% | 20 509   | 24,32% | 10 755     | 12,75% | -       | -%    | 84 341  |  |  |
| 1971            | 21 875 | 19,45% | 61 204  | 54,43% | 24 658   | 21,93% | 2 133      | 1,90%  | 2 577   | 2,29% | 112 447 |  |  |
| 1981            | 21 204 | 15,97% | 66 930  | 50,42% | 23 595   | 17,78% | 17 536     | 13,21% | -       | -%    | 132 733 |  |  |
| 1991            | 22 592 | 15,52% | 80 377  | 55,21% | 22 651   | 15,56% | 15 651     | 10,75% | 4 306   | 2,96% | 145 577 |  |  |
| 2013            | 2 409  | 2.,7%  | 92 988  | 84,02% | 8 279    | 7,48%  | -          | -%     | 6 987   | 6,31% | 110 663 |  |  |
|                 |        |        |         |        |          |        |            |        |         |       |         |  |  |

## Kultura
V Zenici působí následující instituce: Symfonický orchestr, Bosenské národní divadlo v Zenici, umělecká galerie, městské muzeum a dětské divadlo.
Mezi kulturní památky, které se v Zenici (a jejím okolí) nacházejí, patří např. následující:
| Památka                            | lokalita  | Doba vzniku              | komentář                            | fotografie |
| ---------------------------------- | --------- | ------------------------ | ----------------------------------- | ---------- |
| Chrám narození přesvaté Bohorodice | Zenica    | 1883–1885                | Kostel Srbské pravoslavné církve    |            |
| Kostel sv. Eliáše                  | Zenica    | 1908–1910                | Kostel Římskokatolické církve       |            |
| historická budova papírny          | Zenica    | 1889                     |                                     |            |
| Mešita Sejmen                      | Zenica    | do r. 1878               |                                     |            |
| Mešita v Orahovici                 | Orahovica | ?                        | Mešita s budovou harému.            |            |
| Mešita sultána Ahmeda              | Zenica    | 1675                     | Chráněný objekt zahrnuje i medresu. |            |
| Zenická synagoga                   | Zenica    | přelom 19. a 20. století |                                     |            |

Město bylo v celé bývalé Jugoslávii známé hlavně díky místní věznici. Té jednu píseň věnovala i skupina Zabranjeno pušenje, a to Zenica Blues, dále potom i skupina Dubioza Kolektiv, s názvem K. P. Dom.

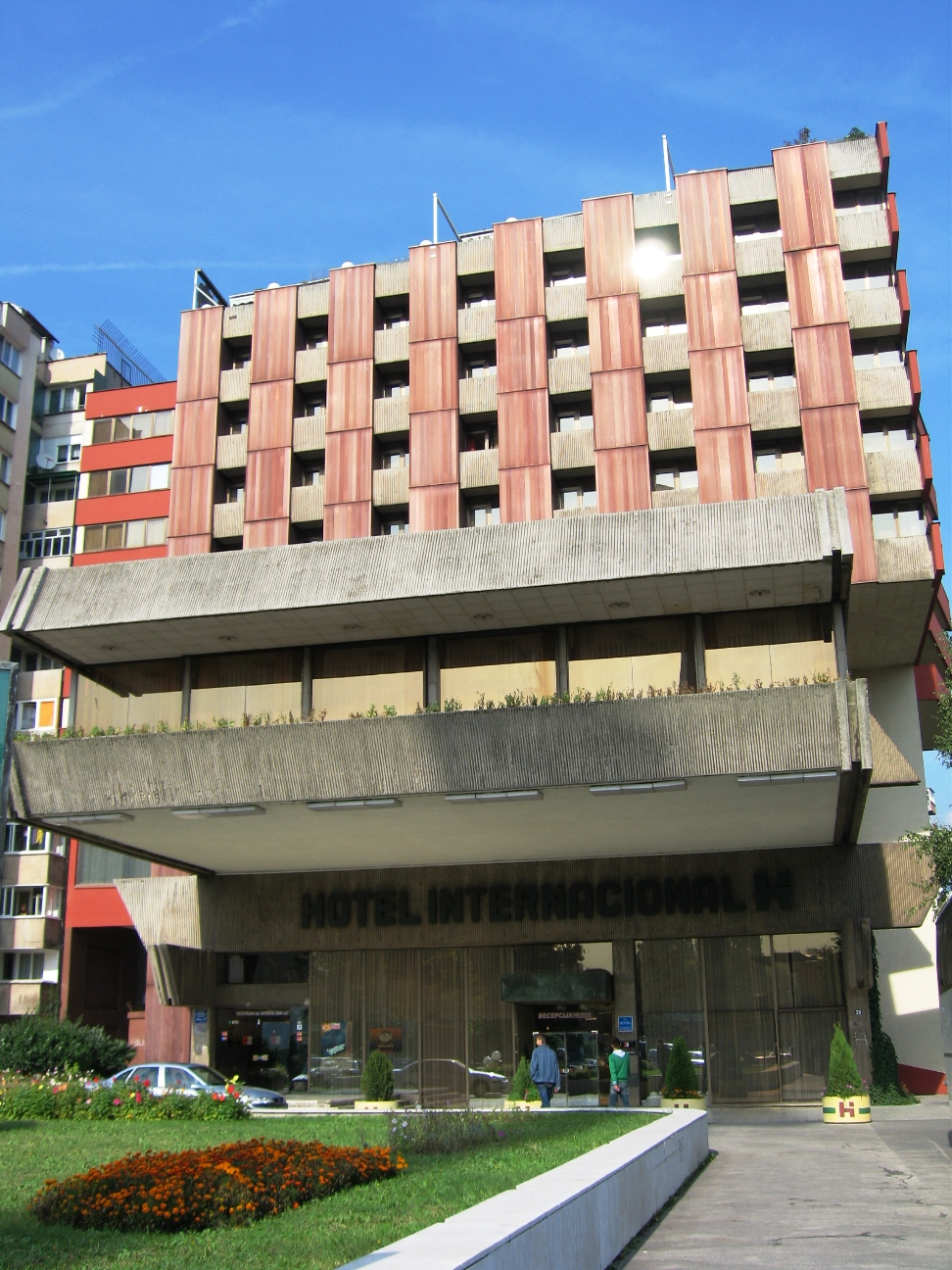
Brutalistický Hotel Internacional
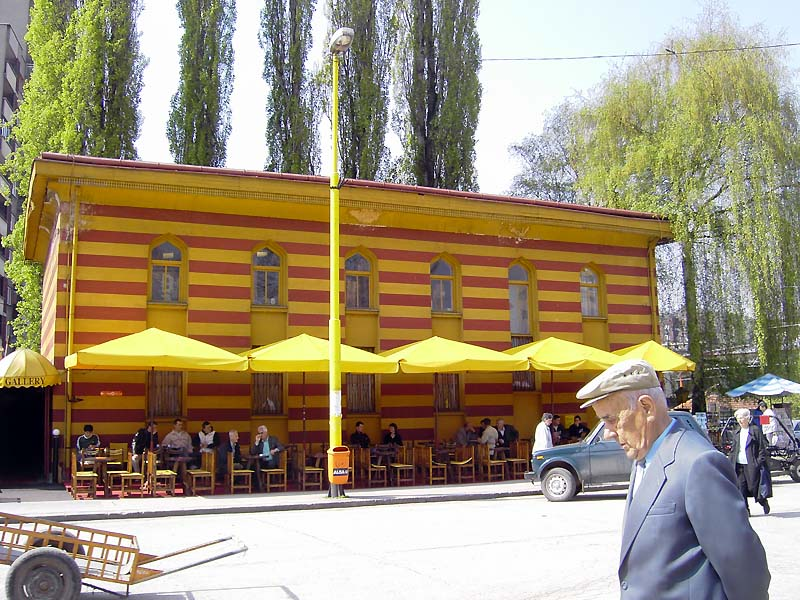
Synagoga
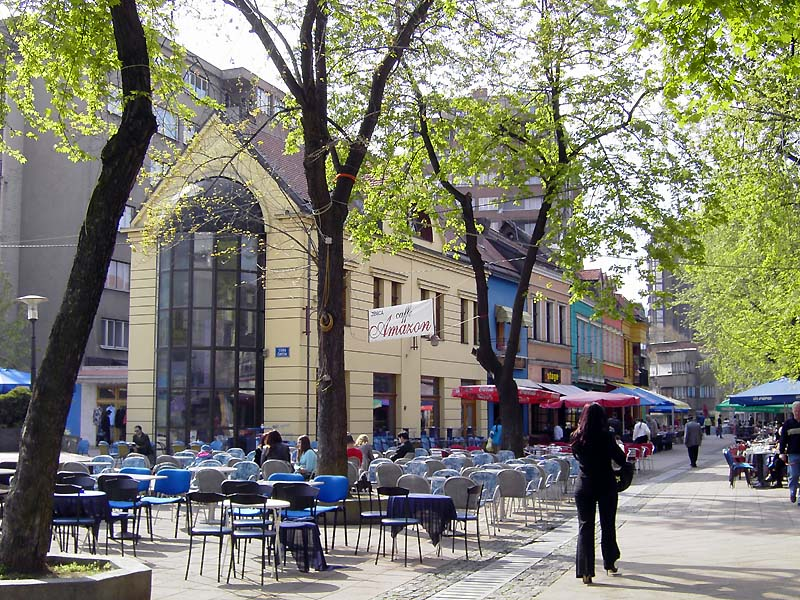
Střed města
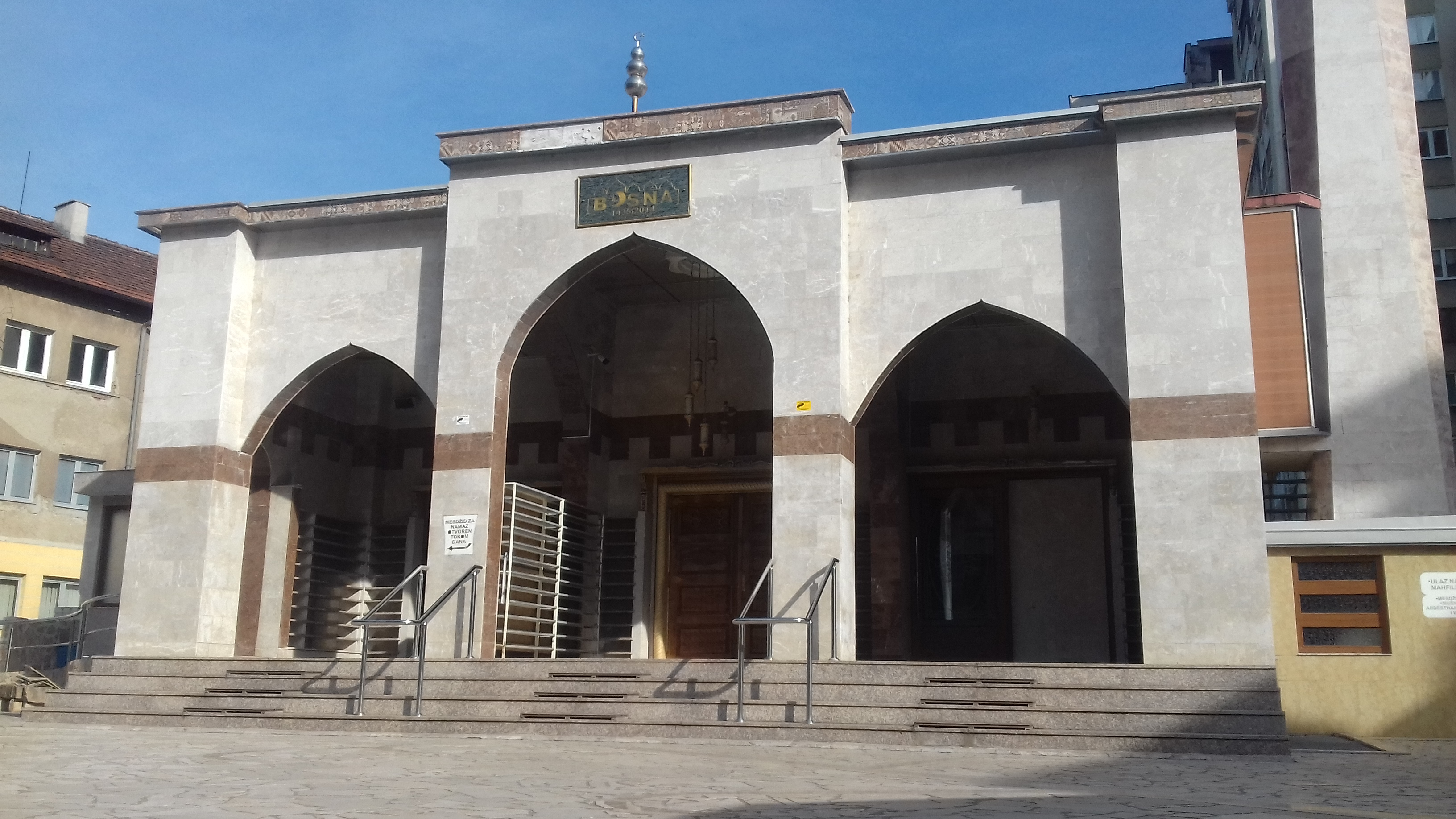
Mešita v Nové Zenici
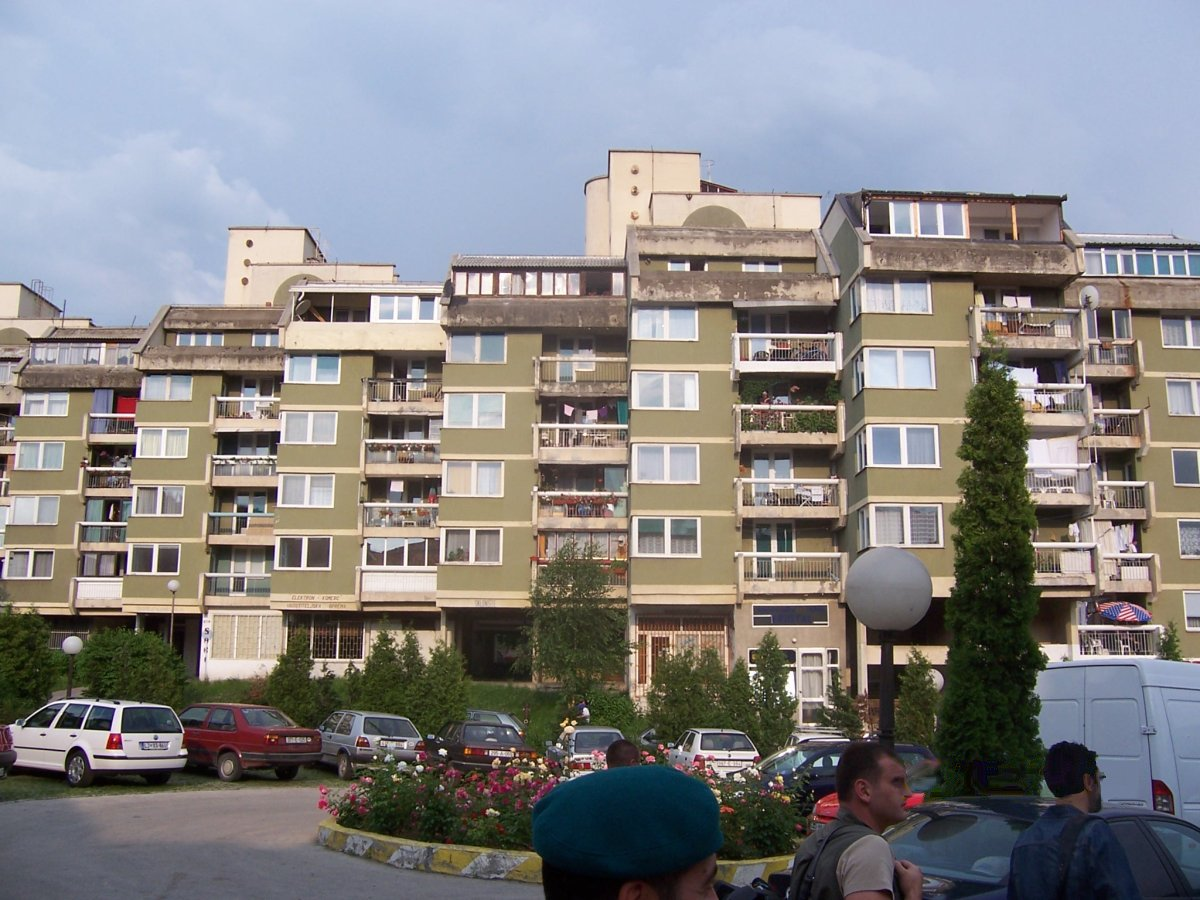
Obytné bloky
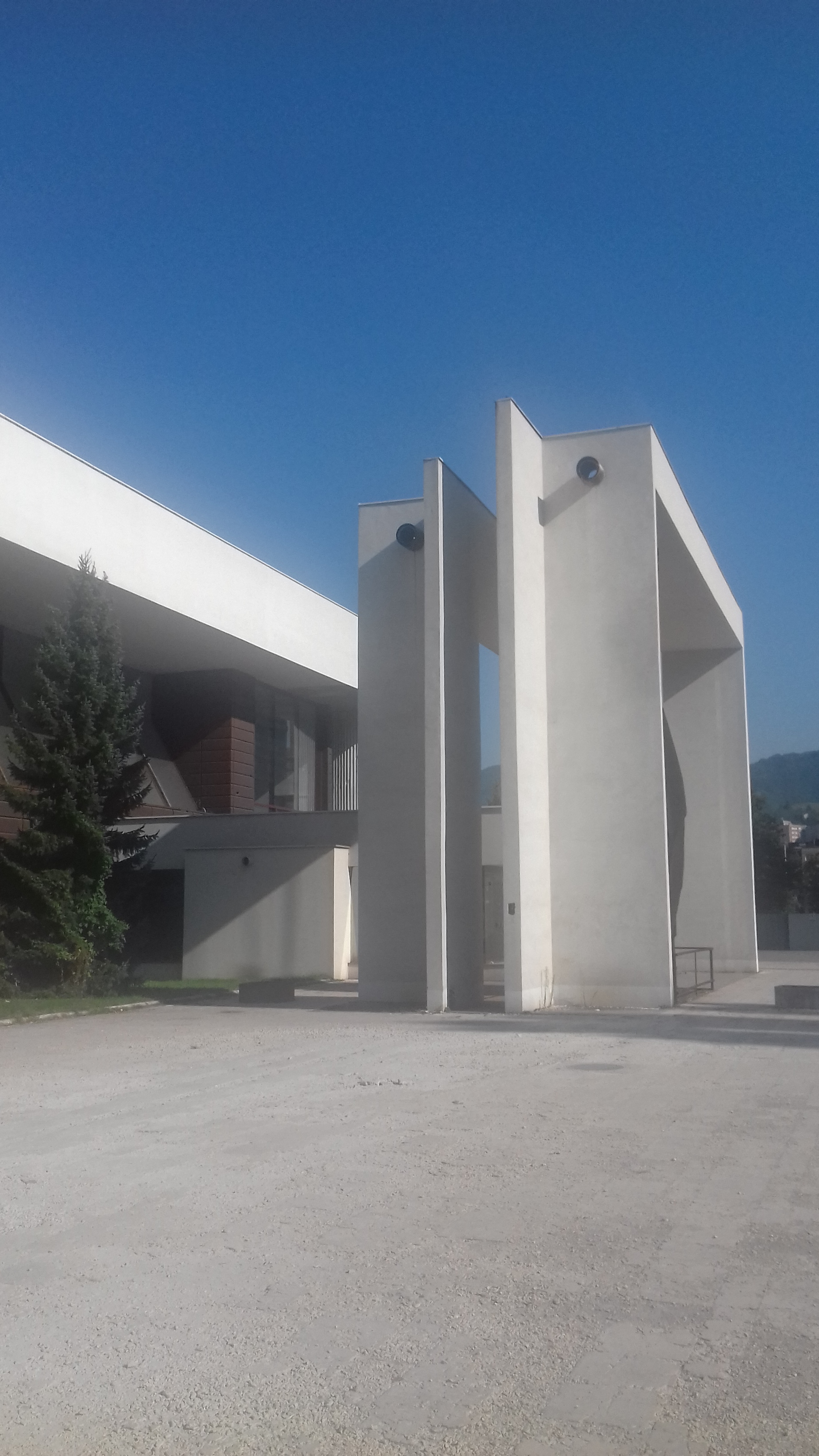
Budova divadla
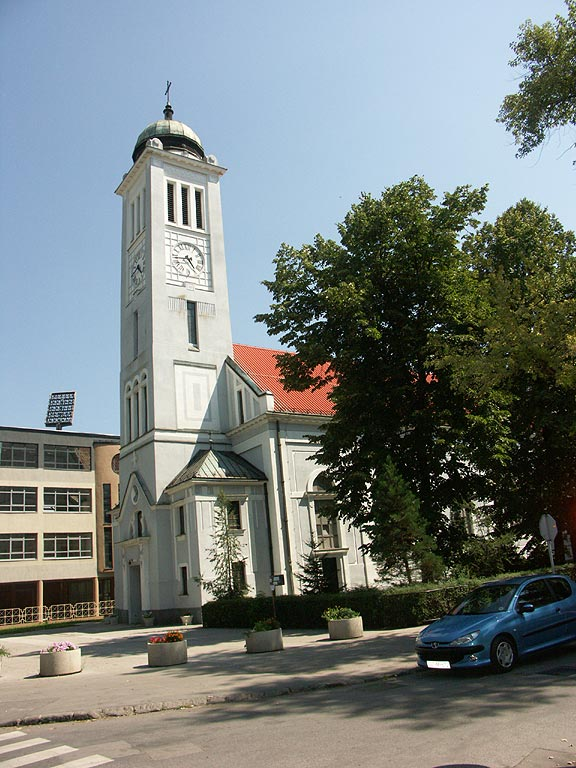
Kostel sv. Eliáše
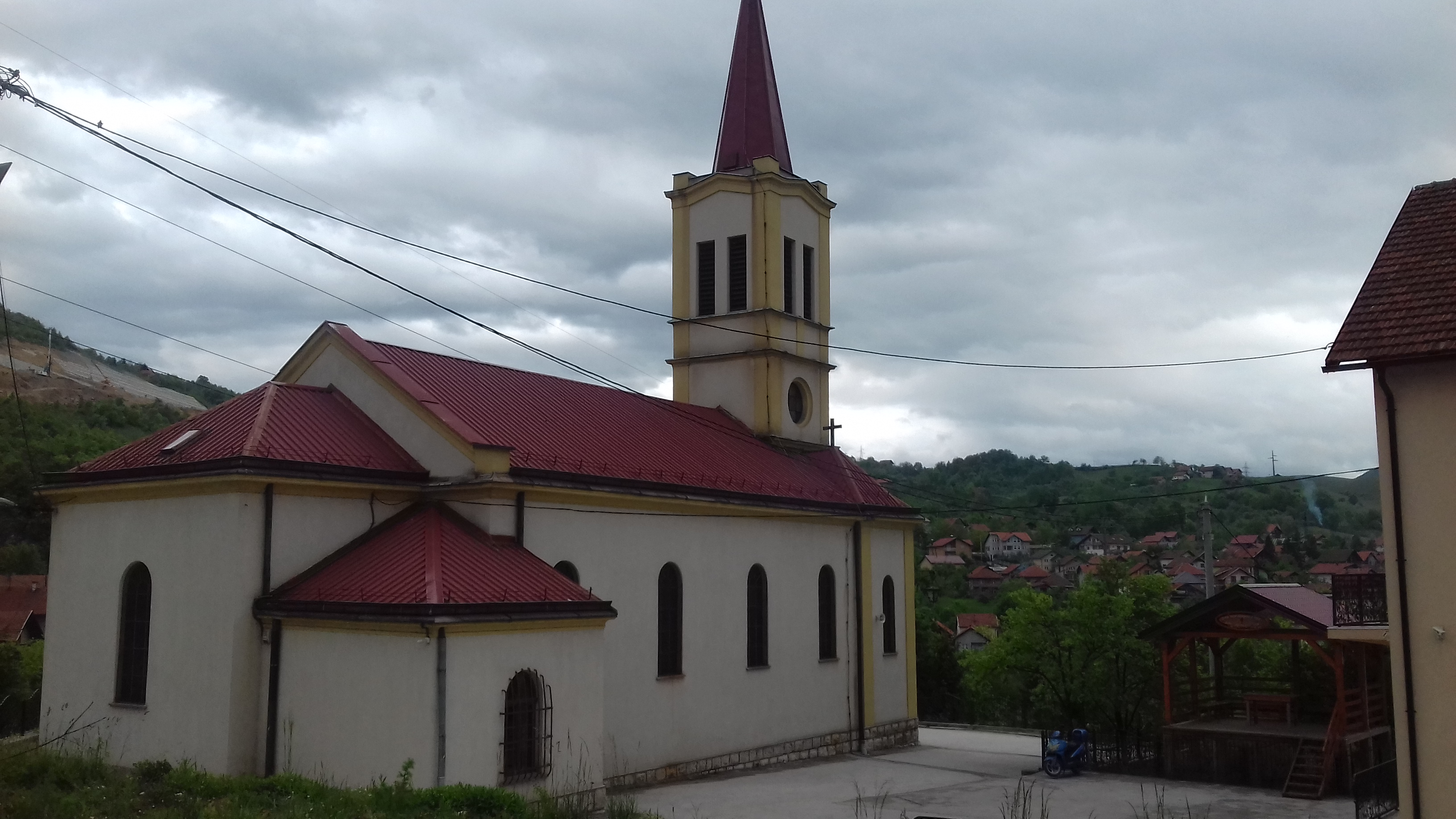
Kostel neposkvrněného početí

### Sport
Zenica má řadu sportovců, kteří se proslavili jak v Bosně a Hercegovině, tak i ještě v Jugoslávii. Místní fotbalový klub Čelik Zenica vyhrál dvakrát Středoevropský pohár, třikrát první ligu Bosny a Hercegoviny. Zeničtí ragbisté vyhráli v jugoslávské lize celkem osmkrát.
Mezi místní známé sportovce patřili: tenistka Mervana Jugić, skokan do výšky Elvir Krehmić, střelkyně Šelja Kurtagić, karatista Arnel Kalušić apod.

## Známí rodáci
- Franjo Beslić (nar. 1941), umělec
- Tarik Filipović (nar. 1972), herec
- Mervana Jugić-Salkić (nar. 1980), sportovkyně
- Mladen Krstajić (nar. 1974), bývalý fotbalista
- Dejan Lovren (nar. 1989), fotbalista
- Senad Podojak (nar. 1966), muslimský duchovní
- Amer Smailbegović, astronaut[17]
- Danis Tanović (nar. 1969), režisér
- Miroslav Župančić (nar. 1949), sochař
- Zoran Savić (nar. 1966), bývalý basketbalista, basketbalový manažer
- Anabela Basalo (nar. 1972), spisovatelka
- Amel Tuka (nar. 1991), atlet
- Branimir Hrgota (nar. 1993), fotbalista
- Elvir Bolić (nar. 1971), bývalý fotbalista
- Edin Karamazov (nar. 1965), hudebník
- Jasmin Burić (nar. 1987), fotbalista
- Jasmin Dizdar (nar. 1961), scenárista a režisér
- Kenan Bajramović (nar. 1981), basketbalista
- Mirsad Hibić (nar. 1973), bývalý fotbalista
- Sandra Bagarić (nar. 1974), zpěvačka
- Semir Osmanagić (nar. 1960), popularizátor teorie bosenských pyramid
- Vuka Šeherović (1903–1976), zpěvačka
- Zlatan Saračević (nar. 1956), atlet.

## Partnerská města
- Gelsenkirchen, Německo
- Hunedoara, Rumunsko
- Üsküdar (Istanbul), Turecko
- Karşıyaka (İzmir), Turecko
- Luleå, Švédsko
- Zalaegerszeg, Maďarsko
- Fiorenzuola d'Arda, Itálie
- Veles, Severní Makedonie
- Jajce, Bosna a Hercegovina